# Marjan Tepina
Marjan Tepina, slovenski arhitekt in politik, * 7. april 1913, Ljubljana, † 23. avgust 2004, Ljubljana.
Tepina je bil v času študija arhitekture učenec Jožeta Plečnika, sodeloval je s slavnim Le Corbusierjem, z Edvardom Ravnikarjem in drugimi. Med letoma 1961 in 1967 je bil predsednik Mestnega sveta Ljubljane (funkcija župana mesta tedaj ni bila tako imenovana). Kasneje je bil direktor Urbanističnega inštituta Slovenije.

## Zanimivosti
Med drugo svetovno vojno je v Vili Vrhunec, hiši svojega tasta Vinka Vrhunca, zgradil bunker za ilegalni radio in material, saj je družina sodelovala z OF, kljub temu da je vilo zasedel okupator.